# Cylindroiulus castanearum
Cylindroiulus castanearum är en mångfotingart som beskrevs av Karl Wilhelm Verhoeff 1930. Cylindroiulus castanearum ingår i släktet Cylindroiulus och familjen kejsardubbelfotingar. Inga underarter finns listade i Catalogue of Life.